# Yuccamotten
Die Yuccamotten oder Rosen-Blattsackmotten (Prodoxidae) sind eine Familie der Schmetterlinge (Lepidoptera). Von ihnen sind bislang weltweit nur etwa 80 Arten in zwei Unterfamilien bekannt, 18 kommen in Europa vor, 14 davon auch in Mitteleuropa. Sie sind mit den Miniersackmotten (Incurvariidae) und den Cecidosidae am nächsten verwandt.

## Merkmale
Die kleinen Falter haben sehr schmale Vorderflügel mit einer Länge von 4 bis 16 Millimetern, bei einer Flügelspannweite von 9 bis 35 Millimetern. Sie unterscheiden sich von den anderen Familien ihrer Überfamilie durch drei Merkmale der Weibchen. Das wichtigste Unterscheidungsmerkmal ist ein Paar von sternförmigen Signa (sklerotisierte Fortsätze) an der Spermakammer (Corpus bursae) des weiblichen Genitals. Weiters ist die Hinterseite des Sternums des siebten Hinterleibssegmentes stark abgerundet und das Tergum desselben Segmentes dreieckig. 
Darüber hinaus besitzen die Tiere verkümmerte aber große Mandibeln, die Maxillarpalpen sind langgestreckt und drei- bis fünfgliedrig und die Labialpalpen sind kurz und entweder nach oben, oder vorne gerichtet. Diese haben bei den meisten Arten drei Glieder, lediglich bei denen der Gattung Parategeticula sind sie zweigliedrig. Der Saugrüssel ist außer bei der Gattung Lampronia lang, bei der Gattung Tridentaforma ist er beschuppt, was ansonsten nur von Arten innerhalb der Familie der Langhornmotten (Adelidae) bekannt ist. Die Fühler sind fadenförmig und 0,33 bis 0,6 mal so lang, wie die Vorderflügel. Die Flügel besitzen meistens keine metallisch glänzenden Bereiche. 
Die Raupen werden 6 bis 22 Millimeter lang und haben eine weiße, grüne oder rötliche Körperfarbe. Die Kopfkapsel ist hell- bis dunkelbraun gefärbt. Die Thorakaleine sind meist ausgebildet, sie fehlen bei den Gattungen Agavenema und Prodoxus. Die Bauchbeine sind allerdings reduziert oder fehlen völlig. Auch die Hakenkränze an den Bauchbeinen fehlen normalerweise, selten sind sie vom dritten bis sechsten Hinterleibssegment ausgebildet und bilden dort eine diagonale Reihe.

## Vorkommen
Die Familie der Yuccamotten ist fast ausschließlich aus der Holarktis bekannt, wobei der Großteil der Arten in der Nearktis vorkommt. Darüber hinaus findet man Arten auch im Süden Argentiniens und Chiles. 

## Lebensweise
Die Raupen leben als Bohrer innerhalb der Triebe, Blätter, Blüten, Knospen, Früchte oder Samen der Nahrungspflanzen, manche Arten spinnen Blätter zusammen, zwischen denen sie leben. Das endophage Leben ist eine Anpassung an die von vielen Arten besiedelten semiariden und ariden Gebiete. Die beiden Unterfamilien Lamproniinae und Prodoxinae werden vor allem durch die Lebensweise der Raupen unterschieden. Die der ersteren fressen an den Früchten von Rosengewächsen und Steinbrechgewächsen. Sie überwintern in einem Hibernaculum im Erdboden oder an der Basis der Nahrungspflanze, bevor sie im nächsten Frühjahr erneut in den Pflanzen bohren. Die Raupen von Lampronia fuscatella leben in Pflanzengallen. Die Verpuppung erfolgt in einem Kokon, der entweder außen an den Nahrungspflanzen, oder in den Fraßgängen angelegt wird. Die Raupen der Prodoxinae bohren vor allem in den Samen oder Stämmen von Agavengewächsen. Bei den beiden Gattungen Tegeticula und Parategeticula sichern die weiblichen Falter das Fortkommen ihrer Art, indem sie die Blüten der Nahrungspflanzen bestäuben. Die Verpuppung findet in einem Kokon entweder im Erdboden oder in den Fraßgängen statt.
Die Weibchen legen ihre Eier in das Pflanzengewebe ab. Bei den meisten Arten wird eine Generation pro Jahr ausgebildet, die Imagines der neuen Generation schlüpfen in der Regel im Frühjahr oder im Frühsommer. Da ihre Nahrungspflanzen mitunter unregelmäßig blühen, können manche Arten der Prodoxinae ungewöhnlich lange Diapausen einlegen, die bei Prodoxus y-inversus über 20 Jahre dauern kann.

## Arten (Mitteleuropa)
- Lampronia capitella (Clerck, 1759)
- Lampronia corticella (Linnaeus, 1758)
- Lampronia flavimitrella (Hübner, 1817)
- Lampronia fuscatella (Tengström, 1848)
- Lampronia intermediella (Heinemann, 1870)
- Lampronia luzella (Hübner, 1817)
- Lampronia morosa Zeller, 1852
- Lampronia provectella (Heyden, 1865)
- Lampronia pubicornis (Haworth, 1828)
- Lampronia redimitella (Lienig & Zeller, 1846)
- Lampronia rupella (Denis & Schiffermüller, 1775)
- Lampronia splendidella (Heinemann, 1870)
- Lampronia standfussiella Zeller, 1852

## Außereuropäische Arten (Auswahl)
- Tegeticula yuccasella (Riley, 1872)